# Mona Lisa Steiner
Mona Lisa Steiner geb. als Lise Monika Lindenberg (30. Oktober 1915 in Wien – 10. April 2000 ebenda) war eine österreichische Tropenbotanikerin, der aufgrund ihrer jüdischen Herkunft die Promotion verwehrt wurde und die 1938 ihre Heimat verlassen musste.

## Leben und Werk
Ihre Eltern waren Ignaz Lindenberg und Therese Lindenberg geb. Trestl, sie wuchs in Wien-Hietzing auf. Der Vater war Bankbeamter und aktiver Sozialdemokrat, die Mutter war Konzertsängerin und betätigte sich schriftstellerisch. Die Familie wohnte in Wien 13, Sandrockgasse 13. Lise Lindenberg besuchte die Mittelschule in der Meidlinger Ruckergasse, danach das Akademische Gymnasium am Beethovenplatz, wo sie 1934 maturierte. Sie studierte Botanik und Zoologie an der Universität Wien und forschte ab 1937 im Rahmen ihres Dissertationsvorhabens an der Biologischen Versuchsanstalt der Akademie der Wissenschaften, dem sogenannten Vivarium. 

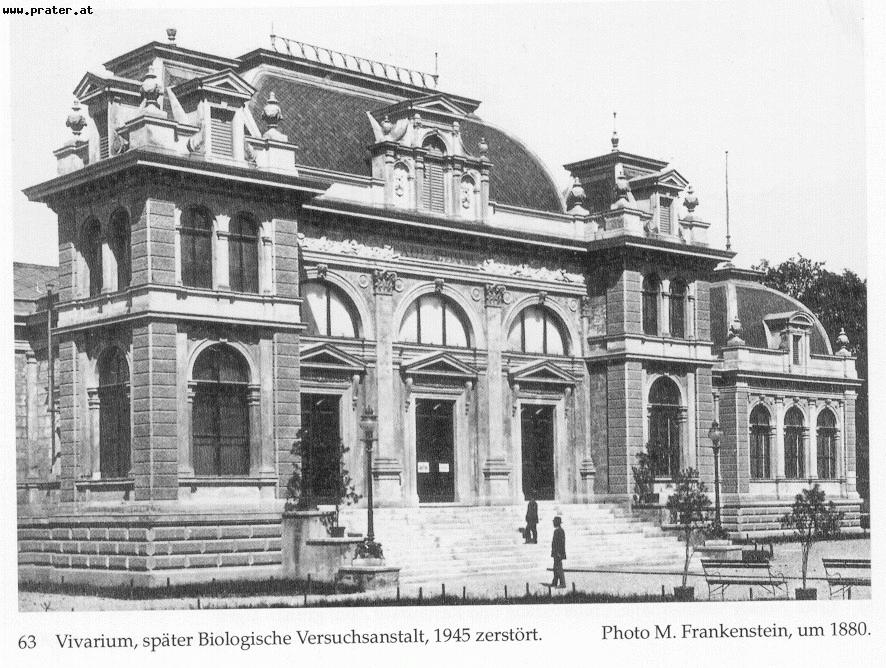
Das Vivarium im Wiener Prater

 Nach dem Einmarsch hitlerdeutscher Truppen in Österreich und der Implementierung der rassistischen Gesetzgebung aus dem sogenannten Altreich wurde sie zwar noch im Rahmen des Numerus clausus für jüdische Studierende zum Weiterstudium bis zum Ende des Sommersemester 1938 zugelassen, als sie sich jedoch am 27. Juni 1938 zu den Rigorosen anmeldete, schlossen sich plötzlich alle Türen. Ihre Dissertation, nunmehr abgeschlossen, trug den Titel "Untersuchungen über die Wirkung karzinogener Substanzen auf höhere Pflanzen" (Dissertationsbetreuer: Karl Höfler, Lothar Geitler), doch ihr Doktorvater, Josef Kisser (1899–1984), wurde „beurlaubt“ und sie selbst wurde – weil Jüdin bzw. sogenannte Halbjüdin – nicht mehr zu den Prüfungen zugelassen. Die akademische Karriere war vom NS-Regime zunichtegemacht, ehe sie begonnen hatte.
Die junge Frau entschloss sich zur Emigration. Im Oktober 1938 flüchtete sie über Italien und Shanghai auf die Philippinen, wo sie eine Stelle als Graduate Assistant am Botanischen Institut der Universität der Philippinen in Manila erhielt. Dort studierte sie tropische Botanik, Sprachen und philippinische Geschichte. Im März 1940 erlangte sie den Bachelors Degree of Liberal Arts. Sie lernte den ebenfalls aus Wien geflüchteten Juristen Hans Steiner (1908–1980) kennen. Die beiden wurden ein Paar und heirateten 1940. Währenddessen kämpfte ihre Mutter – ursprünglich aus christlicher Familie stammend – in Wien um das Überleben ihres Ehemannes und, weil sie sich nicht scheiden ließ, letztlich auch um das eigene Überleben. Im NS-Jargon hieß dies eine „nicht privilegierte Mischehe“. Die Eltern konnten trotz Demütigungen und Entbehrungen die NS-Zeit überleben. Das Leben der Tochter in Manila war abwechselnd von Höhepunkten und Tiefschlägen gezeichnet. Als Sängerin konnte sie, unter anderem an der Metropolitan Opera in Manila, Erfolge erzielen. Auch die Ehe gestaltete sich glücklich, drei Töchter kamen in schweren Zeiten zur Welt, Helen (geboren 1942), Ruth (geboren 1944) und Elisabeth (geboren 1948). Andererseits wurden die Philippinen von Japan angegriffen und 1942 besetzt. Die Universität wurde geschlossen, Mona Lisa Steiner verlor ihre Arbeitsstelle. Von 1942 bis 1945 waren die Philippinen von Japan besetzt, rund eine Million Filipinos starben durch das brutale Besatzungsregime, etliche Städte wurden in Schutt und Asche gelegt. Hunderte ihrer Aquarelle, welche die philippinische Pflanzenwelt in ihrer Mannigfaltigkeit darstellten, und ihre Manuskripte verbrannten im Jahr 1945, als japanische Truppen kurz vor dem Abzug Brandlegungen und Massaker an der Zivilbevölkerung verübten. Von Ambivalenz geprägt war auch das Verhältnis zu ihrem Doktorvater Kisser. Einerseits bestand weiterhin Kontakt zu ihm, andererseits veröffentlichte er 1940 ihre Dissertation, der die Approbation verweigert worden war, unter ihrer beiden Namen in den Jahrbüchern für wissenschaftliche Botanik. Diese nach heutige Maßstäben wohl unrechtmäßige Aneignung von Autorenschaft führte andererseits dazu, dass Mona Lisa Steiner nunmehr über eine substantielle wissenschaftliche Referenz für ihren Master und ihre weitere wissenschaftliche Laufbahn verfügte.

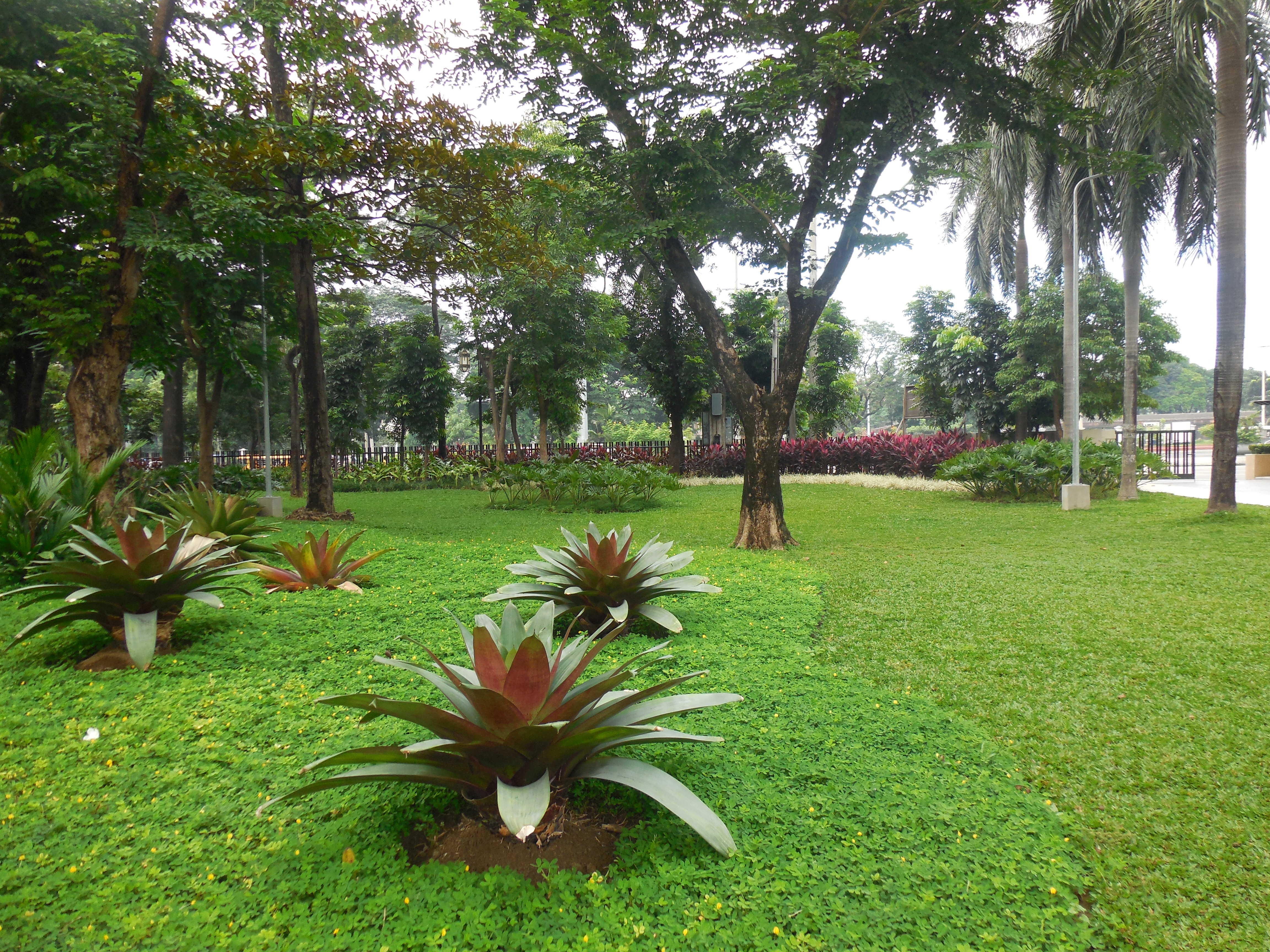
Mehan Garden in Manila

Nach den Kriegswirren, nach der Vernichtung ihrer Aquarelle und ihrer Schriften kehrte sie nicht mehr an die Universität zurück. Sie gründete eine kommerzielle Pflanzenzucht, Mona's Botanical Garden, züchtete Pflanzen für die Forschung und die Neubepflanzung Manilas, etablierte einen internationalen Pflanzenversand. Auf Expeditionen quer durch die Philippinen erforschte sie die Orchideen als paradigmatische Pflanzen des Archipels. Ab 1949 betreute sie den Mehan Garden, einen botanischen Garten in Manila, 1952 erschien ihr Standardwerk über Orchideen. Sie wurde zu internationalen Vortragsreisen eingeladen, hielt sich länger in Deutschland auf und konnte 1954 mit ihrer Dissertation aus dem Jahr 1938 an der Universität Wien promovieren. 1955 erwarb die Familie ein Haus in Wien. Neben ihrer wissenschaftlichen Tätigkeit versuchte sie auch das Bewusstsein für die Ästhetik der von ihr beforschten Pflanzen zu erhöhen. Sie publizierte zahlreiche Artikel, nicht nur in Fachpublikationen, sondern auch als Kolumnistin in Tageszeitungen. Sie wurde zu einer international anerkannten Autorität der tropische Flora, insbesondere auf dem Gebiet der Orchideenforschung. Parallel zum Wiederaufbau des Landes propagierte sie Verschönerungs-Bewegungen und initiierte botanische Gärten auf den Philippinen. Sie begründete die bis heute bestehende Philippine Orchid Society mit, ebenso die Philippine Society of Plant Taxonomy. 1960 wurde sie eingeladen, an der Neugestaltung des Botanischen Gartens von Manila mitzuwirken.
1965 kehrte die Familie nach Wien zurück, wo die Botanikerin jedoch nicht an ihre wissenschaftliche Arbeit anschließen konnte. Ihre Kenntnis der asiatischen Pflanzenwelt nutzte sie um die Wiener Schule der Blumensteckkunst zu begründen, entwickelt aus dem japanischen Ikebana. An der Österreichischen Gartenbau-Gesellschaft hielt sie zwanzig Jahre lang Kurse zu dieser Technik. In den letzten Lebensjahren mehrten sich die Würdigungen und Ehrungen. 1996 übergab sie ihre umfangreiche Sammlung philippinischer Pflanzen an das Herbar der Universität Wien. 1999 regte sie eine mehrsprachige Internet-Datenbank für Nutzpflanzen an, die schließlich an der Universität für Bodenkultur in Wien aufgebaut wurde – beruhend auf Steiners Systematik der Beschreibung und Kategorisierung tropischer Pflanzen. Zahlreiche ihrer zeichnerischen Pflanzendarstellungen wurden digitalisiert und in die Datenbank integriert. Sie starb während eines Interviews mit dem ORF an einem Herzinfarkt.

## Publikationen (Auswahl)
- Philippine Orchids, A Detailed Treatment of Some One Hundred Native Species, gemeinsam mit Reg S. Davis, 1952
- Philippine Ornamental Plants and their Care, 1952, 2. überarb. u. erw. Aufl. 1960
- A dictionary of vernacular names of Pacific foodplants, 1961
- Blumenstecken, Wiener Schule, 1982
- Trockengestecke, Wiener Schule, Anleitungen zum Trocknen und Haltbarmachen von Blumen und Pflanzenmaterial, 1982

## Ehrungen (Auswahl)
- 1961 Woman Horticulturist
- 1996 Banaag Preis für herausragende Leistungen für die Philippinen
- 1998 Berufstitel Professorin, verliehen von der Republik Österreich

Im Jahr 2018 wurde eine Straße in Wien-Hetzendorf nach ihr benannt, der Mona-Lisa-Steiner-Weg.